# N132D
N132D ist ein Supernovaüberrest in der Großen Magellanschen Wolke im Sternbild Schwertfisch. Er ist 163.000 Lichtjahre entfernt.
Der Supernovaüberrest ist im sichtbaren und infraroten Spektralbereich beobachtbar und emittiert Röntgenstrahlung, die durch das Chandra-Weltraumteleskop untersucht wurde. Die Supernova ereignete sich vor über 3.000 Jahren und ihre Materie breitet sich nun mit einer Geschwindigkeit von knapp 2000 km/s aus.

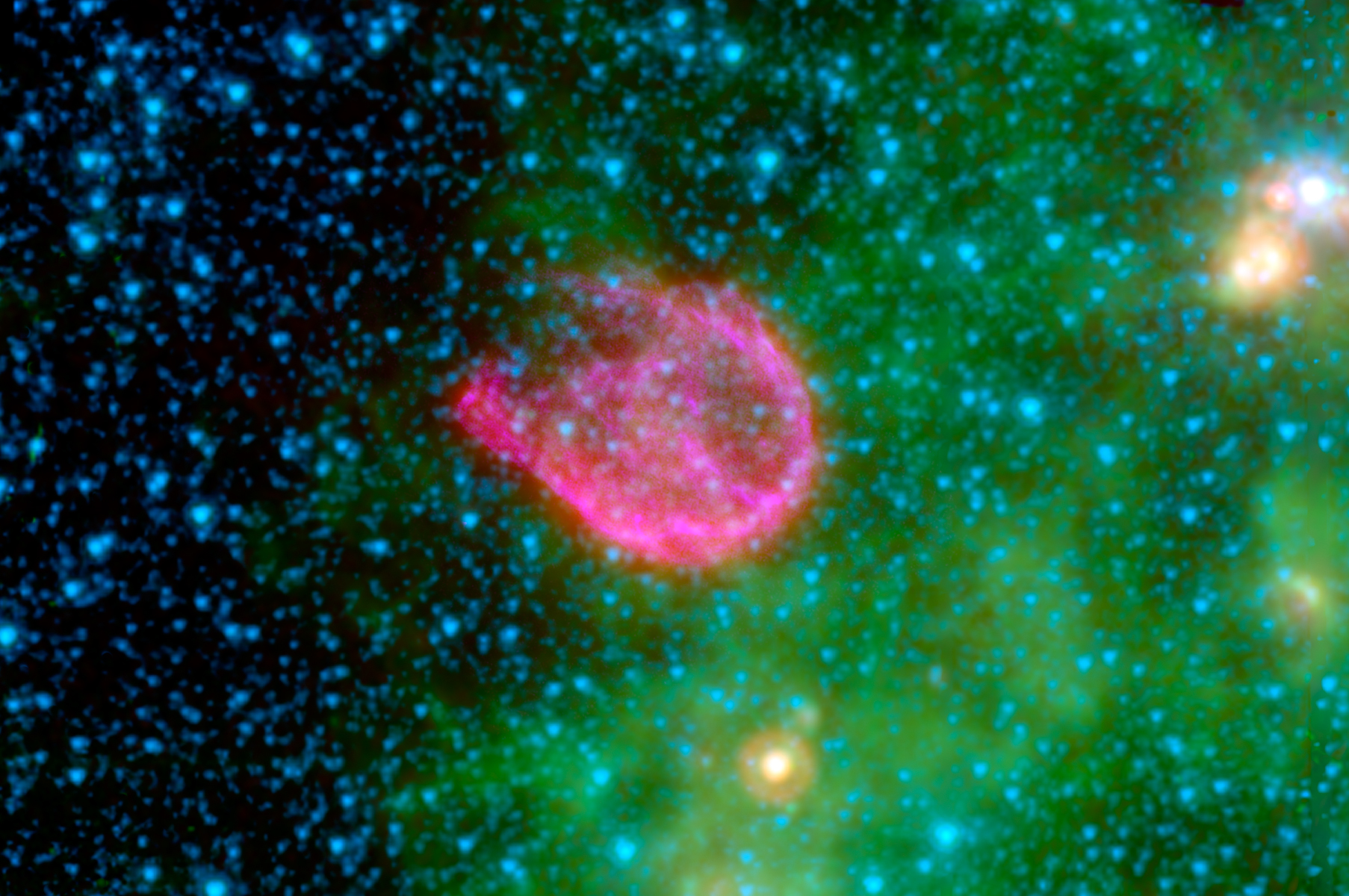
Aufnahme mit dem Spitzer-Weltraumteleskop